# Tour de France 2021/21. Etappe
Die 21. Etappe der Tour de France 2021 führte am 18. Juli 2021 über 108,4 Kilometer von Chatou nach Paris. Sie war die letzte Etappe der Tour de France 2021. Das Rennen endete wie stets seit 1975 auf dem Champs-Elysees, auf dem acht Zielrunden von etwa 7 Kilometern absolviert wurden.
Etappensieger wurde Wout van Aert (Jumbo-Visma), der bereits 11. Etappe und die 20. Etappe gewonnen hatte. Er gewann den Massensprint des Pelotons vor Jasper Philipsen (Alpecin-Fenix) und Mark Cavendish (Deceuninck-Quick-Step). Auf den vorderen Rängen der Gesamtwertung und der Sonderwertungen ergaben sich keine Veränderungen.

## Verlauf
Wie auf der Schlussetappe üblich, verliefen die ersten Kilometer ruhig. Auf der Einfahrt in die Zielrunden übernahm das Team des Gesamtführenden Tadej Pogačar – UAE Team Emirates – die Spitze des Feldes, bevor Jonas Rutsch (EF Education-Nippo) die erste Attacke einleitete. Weder diese noch eine der folgenden erreichte einen größeren Vorsprung. Die letzten Ausreißer Ide Schelling (Bora-hansgrohe), Brent van Moer (Lotto Soudal) und Michael Valgren (EF Education-Nippo) wurden 6.300 Meter vor dem Ziel gestellt. Cavendish, der mit einem Sieg seine fünfte diesjährige Etappe gewonnen hätte und mit 35 Tour-de-France-Etappensiegen alleiniger Rekordhalter geworden wäre, war auf den letzten Metern eingeklemmt, während van Aert von seinem Teamkollegen Mike Teunissen den Sprint angezogen bekam.

## Ergebnis
| \| Etappenergebnis \| Etappenergebnis \| Etappenergebnis \| Etappenergebnis \| Etappenergebnis \| \| Fahrer \| Fahrer \| Land \| Team \| Zeit \| \| --------------- \| ---------------- \| ---------------------- \| ---------------------------------- \| --------------- \| \| 1. \| Wout van Aert \| Belgien \| Jumbo-Visma \| 2 h 39 min 37 s \| \| 2. \| Jasper Philipsen \| Belgien \| Alpecin-Fenix \| + 0 s \| \| 3. \| Mark Cavendish \| Vereinigtes Königreich \| Deceuninck-Quick Step \| + 0 s \| \| 4. \| Luka Mezgec \| Slowenien \| BikeExchange \| + 0 s \| \| 5. \| André Greipel \| Deutschland \| Israel Start-Up Nation \| + 0 s \| \| 6. \| Danny van Poppel \| Niederlande \| Intermarché-Wanty-Gobert Matériaux \| + 0 s \| \| 7. \| Michael Matthews \| Australien \| BikeExchange \| + 0 s \| \| 8. \| Alex Aranburu \| Spanien \| Astana-Premier Tech \| + 0 s \| \| 9. \| Cyril Barthe \| Frankreich \| B&B Hotels p/b KTM \| + 0 s \| \| 10. \| Max Walscheid \| Deutschland \| Qhubeka NextHash \| + 0 s \| |                  |                        |                                    |                 |
| |                  |                        |                                    |                 |
| Quelle: ProCyclingStats |                  |                        |                                    |                 |
| Etappenergebnis |                  |                        |                                    |                 |
| Fahrer | Fahrer           | Land                   | Team                               | Zeit            |
| 1. | Wout van Aert    | Belgien                | Jumbo-Visma                        | 2 h 39 min 37 s |
| 2. | Jasper Philipsen | Belgien                | Alpecin-Fenix                      | + 0 s           |
| 3. | Mark Cavendish   | Vereinigtes Königreich | Deceuninck-Quick Step              | + 0 s           |
| 4. | Luka Mezgec      | Slowenien              | BikeExchange                       | + 0 s           |
| 5. | André Greipel    | Deutschland            | Israel Start-Up Nation             | + 0 s           |
| 6. | Danny van Poppel | Niederlande            | Intermarché-Wanty-Gobert Matériaux | + 0 s           |
| 7. | Michael Matthews | Australien             | BikeExchange                       | + 0 s           |
| 8. | Alex Aranburu    | Spanien                | Astana-Premier Tech                | + 0 s           |
| 9. | Cyril Barthe     | Frankreich             | B&B Hotels p/b KTM                 | + 0 s           |
| 10. | Max Walscheid    | Deutschland            | Qhubeka NextHash                   | + 0 s           |

## Gesamtstände
| \| Gesamtwertung \| Gesamtwertung \| Gesamtwertung \| Gesamtwertung \| Gesamtwertung \| \| Fahrer \| Fahrer \| Land \| Team \| Zeit \| \| ------------- \| ---------------------- \| ------------- \| ---------------------------------- \| ----------------- \| \| 1. \| Tadej Pogačar \| Slowenien \| UAE Team Emirates \| 82 h 56 min 36 s \| \| 2. \| Jonas Vingegaard \| Dänemark \| Jumbo-Visma \| + 5 min 20 s \| \| 3. \| Richard Carapaz \| Ecuador \| Ineos Grenadiers \| + 7 min 03 s \| \| 4. \| Ben O’Connor \| Australien \| AG2R Citroën Team \| + 10 min 02 s \| \| 5. \| Wilco Kelderman \| Niederlande \| Bora-Hansgrohe \| + 10 min 13 s \| \| 6. \| Enric Mas \| Spanien \| Movistar Team \| + 11 min 43 s \| \| 7. \| Alexei Luzenko \| Kasachstan \| Astana-Premier Tech \| + 12 min 23 s \| \| 8. \| Guillaume Martin \| Frankreich \| Cofidis \| + 15 min 33 s \| \| 9. \| Pello Bilbao \| Spanien \| Bahrain Victorious \| + 16 min 04 s \| \| 10. \| Rigoberto Urán \| Kolumbien \| EF Education-Nippo \| + 18 min 34 s \| \| 11. \| David Gaudu \| Frankreich \| Groupama-FDJ \| + 21 min 50 s \| \| 12. \| Mattia Cattaneo \| Italien \| Deceuninck-Quick Step \| + 24 min 58 s \| \| 13. \| Esteban Chaves \| Kolumbien \| BikeExchange \| + 37 min 48 s \| \| 14. \| Louis Meintjes \| Südarfika \| Intermarché-Wanty-Gobert Matériaux \| + 38 min 09 s \| \| 15. \| Aurélien Paret-Peintre \| Frankreich \| AG2R Citroën Team \| + 39 min 09 s \| \| 16. \| Wout Poels \| Niederlande \| Bahrain Victorious \| + 51 min 22 s \| \| 17. \| Dylan Teuns \| Belgien \| Bahrain Victorious \| + 51 min 40 s \| \| 18. \| Ruben Guerreiro \| Portugal \| EF Education-Nippo \| + 54 min 10 s \| \| 19. \| Wout van Aert \| Belgien \| Jumbo-Visma \| + 57 min 02 s \| \| 20. \| Bauke Mollema \| Niederlande \| Trek-Segafredo \| + 1 h 02 min 18 s \| \| 21. \| Sergio Henao \| Kolumbien \| Qhubeka NextHash \| + 1 h 03 min 12 s \| \| 22. \| Franck Bonnamour \| Frankreich \| B&B Hotels p/b KTM \| + 1 h 04 min 35 s \| \| 23. \| Jonathan Castroviejo \| Spanien \| Ineos Grenadiers \| + 1 h 06 min 20 s \| \| 24. \| Alejandro Valverde \| Spanien \| Movistar Team \| + 1 h 07 min 50 s \| \| 25. \| Sergio Higuita \| Kolumbien \| EF Education-Nippo \| + 1 h 09 min 16 s \| |                        |             |                                    |                   |
| |                        |             |                                    |                   |
| Quelle: ProCyclingStats |                        |             |                                    |                   |
| Gesamtwertung |                        |             |                                    |                   |
| Fahrer | Fahrer                 | Land        | Team                               | Zeit              |
| 1. | Tadej Pogačar          | Slowenien   | UAE Team Emirates                  | 82 h 56 min 36 s  |
| 2. | Jonas Vingegaard       | Dänemark    | Jumbo-Visma                        | + 5 min 20 s      |
| 3. | Richard Carapaz        | Ecuador     | Ineos Grenadiers                   | + 7 min 03 s      |
| 4. | Ben O’Connor           | Australien  | AG2R Citroën Team                  | + 10 min 02 s     |
| 5. | Wilco Kelderman        | Niederlande | Bora-Hansgrohe                     | + 10 min 13 s     |
| 6. | Enric Mas              | Spanien     | Movistar Team                      | + 11 min 43 s     |
| 7. | Alexei Luzenko         | Kasachstan  | Astana-Premier Tech                | + 12 min 23 s     |
| 8. | Guillaume Martin       | Frankreich  | Cofidis                            | + 15 min 33 s     |
| 9. | Pello Bilbao           | Spanien     | Bahrain Victorious                 | + 16 min 04 s     |
| 10. | Rigoberto Urán         | Kolumbien   | EF Education-Nippo                 | + 18 min 34 s     |
| 11. | David Gaudu            | Frankreich  | Groupama-FDJ                       | + 21 min 50 s     |
| 12. | Mattia Cattaneo        | Italien     | Deceuninck-Quick Step              | + 24 min 58 s     |
| 13. | Esteban Chaves         | Kolumbien   | BikeExchange                       | + 37 min 48 s     |
| 14. | Louis Meintjes         | Südarfika   | Intermarché-Wanty-Gobert Matériaux | + 38 min 09 s     |
| 15. | Aurélien Paret-Peintre | Frankreich  | AG2R Citroën Team                  | + 39 min 09 s     |
| 16. | Wout Poels             | Niederlande | Bahrain Victorious                 | + 51 min 22 s     |
| 17. | Dylan Teuns            | Belgien     | Bahrain Victorious                 | + 51 min 40 s     |
| 18. | Ruben Guerreiro        | Portugal    | EF Education-Nippo                 | + 54 min 10 s     |
| 19. | Wout van Aert          | Belgien     | Jumbo-Visma                        | + 57 min 02 s     |
| 20. | Bauke Mollema          | Niederlande | Trek-Segafredo                     | + 1 h 02 min 18 s |
| 21. | Sergio Henao           | Kolumbien   | Qhubeka NextHash                   | + 1 h 03 min 12 s |
| 22. | Franck Bonnamour       | Frankreich  | B&B Hotels p/b KTM                 | + 1 h 04 min 35 s |
| 23. | Jonathan Castroviejo   | Spanien     | Ineos Grenadiers                   | + 1 h 06 min 20 s |
| 24. | Alejandro Valverde     | Spanien     | Movistar Team                      | + 1 h 07 min 50 s |
| 25. | Sergio Higuita         | Kolumbien   | EF Education-Nippo                 | + 1 h 09 min 16 s |

| Punktewertung | Punktewertung      | Punktewertung          | Punktewertung         | Punktewertung |
| Fahrer        | Fahrer             | Land                   | Team                  | Punkte        |
| ------------- | ------------------ | ---------------------- | --------------------- | ------------- |
| 1.            | Mark Cavendish     | Vereinigtes Königreich | Deceuninck-Quick Step | 337 P.        |
| 2.            | Michael Matthews   | Australien             | BikeExchange          | 291 P.        |
| 3.            | Sonny Colbrelli    | Italien                | Bahrain Victorious    | 227 P.        |
| 4.            | Jasper Philipsen   | Belgien                | Alpecin-Fenix         | 216 P.        |
| 5.            | Wout van Aert      | Belgien                | Jumbo-Visma           | 171 P.        |
| 6.            | Matej Mohorič      | Slowenien              | Bahrain Victorious    | 163 P.        |
| 7.            | Julian Alaphilippe | Frankreich             | Deceuninck-Quick Step | 163 P.        |
| 8.            | Tadej Pogačar      | Slowenien              | UAE Team Emirates     | 154 P.        |
| 9.            | Michael Mørkøv     | Dänemark               | Deceuninck-Quick Step | 124 P.        |
| 10.           | Jonas Vingegaard   | Dänemark               | Jumbo-Visma           | 103 P.        |

| Bergwertung | Bergwertung      | Bergwertung | Bergwertung        | Bergwertung |
| Fahrer      | Fahrer           | Land        | Team               | Punkte      |
| ----------- | ---------------- | ----------- | ------------------ | ----------- |
| 1.          | Tadej Pogačar    | Slowenien   | UAE Team Emirates  | 107 P.      |
| 2.          | Wout Poels       | Niederlande | Bahrain Victorious | 88 P.       |
| 3.          | Jonas Vingegaard | Dänemark    | Jumbo-Visma        | 82 P.       |
| 4.          | Wout van Aert    | Belgien     | Jumbo-Visma        | 68 P.       |
| 5.          | Nairo Quintana   | Kolumbien   | Arkéa-Samsic       | 66 P.       |
| 6.          | Richard Carapaz  | Ecuador     | Ineos Grenadiers   | 56 P.       |
| 7.          | Ben O’Connor     | Australien  | AG2R Citroën Team  | 44 P.       |
| 8.          | Bauke Mollema    | Niederlande | Trek-Segafredo     | 41 P.       |
| 9.          | David Gaudu      | Frankreich  | Groupama-FDJ       | 41 P.       |
| 10.         | Anthony Perez    | Frankreich  | Cofidis            | 37 P.       |

| Nachwuchswertung | Nachwuchswertung       | Nachwuchswertung       | Nachwuchswertung   | Nachwuchswertung  |
| Fahrer           | Fahrer                 | Land                   | Team               | Zeit              |
| ---------------- | ---------------------- | ---------------------- | ------------------ | ----------------- |
| 1.               | Tadej Pogačar          | Slowenien              | UAE Team Emirates  | 82 h 56 min 36 s  |
| 2.               | Jonas Vingegaard       | Dänemark               | Jumbo-Visma        | + 5 min 20 s      |
| 3.               | David Gaudu            | Frankreich             | Groupama-FDJ       | + 21 min 50 s     |
| 4.               | Aurélien Paret-Peintre | Frankreich             | AG2R Citroën Team  | + 39 min 09 s     |
| 5.               | Sergio Higuita         | Kolumbien              | EF Education-Nippo | + 1 h 09 min 16 s |
| 6.               | Valentin Madouas       | Frankreich             | Groupama-FDJ       | + 2 h 11 min 39 s |
| 7.               | Neilson Powless        | Vereinigte Staaten     | EF Education-Nippo | + 2 h 13 min 33 s |
| 8.               | Mark Donovan           | Vereinigtes Königreich | Team DSM           | + 2 h 17 min 40 s |
| 9.               | Jonas Rutsch           | Deutschland            | EF Education-Nippo | + 2 h 29 min 33 s |
| 10.              | Brent Van Moer         | Belgien                | Lotto-Soudal       | + 2 h 43 min 49 s |

| Mannschaftswertung | Mannschaftswertung  | Mannschaftswertung           | Mannschaftswertung |
| Team               | Team                | Land                         | Zeit               |
| ------------------ | ------------------- | ---------------------------- | ------------------ |
| 1.                 | Bahrain Victorious  | Bahrain                      | 249 h 16 min 47 s  |
| 2.                 | EF Education-Nippo  | Vereinigte Staaten           | + 19 min 12 s      |
| 3.                 | Jumbo-Visma         | Niederlande                  | + 1 h 11 min 35 s  |
| 4.                 | Ineos Grenadiers    | Vereinigtes Königreich       | + 1 h 27 min 10 s  |
| 5.                 | AG2R Citroën Team   | Frankreich                   | + 1 h 31 min 54 s  |
| 6.                 | Bora-Hansgrohe      | Deutschland                  | + 1 h 36 min 44 s  |
| 7.                 | Trek-Segafredo      | Vereinigte Staaten           | + 1 h 47 min 04 s  |
| 8.                 | Astana-Premier Tech | Kasachstan                   | + 2 h 01 min 45 s  |
| 9.                 | Movistar Team       | Spanien                      | + 2 h 04 min 28 s  |
| 10.                | UAE Team Emirates   | Vereinigte Arabische Emirate | + 2 h 38 min 08 s  |

## Ausgeschiedene Fahrer
- Jakob Fuglsang (Astana-Premier Tech) aus gesundheitlichen Gründen sowie zwecks Vorbereitung auf die Olympischen Spiele 2020 nicht gestartet[3][4]